# Crudelia De Mon
Crudelia De Mon (Cruella de Vil) è un personaggio immaginario dell'universo Disney. È l'antagonista principale del romanzo La carica dei 101 di Dodie Smith, nonché del celebre film da esso tratto La carica dei cento e uno (1961). Il personaggio è diventato un'icona della cultura pop e un famoso simbolo di avidità, vanità e malvagità.

## Biografia del personaggio

### La carica dei cento e uno(1961)
Nel celeberrimo lungometraggio del 1961 Crudelia De Mon (Cruella de Vil) è un'ereditiera ricca e sfaticata, con i soldi e la villa lasciati in eredità dal defunto padre. Viene introdotta come una vecchia compagna di scuola di Anita Darling, interessata ad acquistare i cuccioli dalmata. Quando Rudy rifiuta l'offerta, Crudelia organizza con Gaspare (Jasper) e Orazio (Orace) il rapimento dei cuccioli per poterne ricavare una pelliccia. Però i cuccioli con l'aiuto di Pongo e Peggy (Perdita) riescono a fuggire e così Crudelia, insieme a Gaspare e Orazio, comincia a inseguirli per tutta la campagna inglese ma, dopo che i dalmata riescono a scappare su un furgone diretto a Londra, Crudelia si getta all'inseguimento dove tenta follemente di mandare fuori strada il furgone ma, a causa di un tentativo di Gaspare e Orazio di venire addosso al furgone del conducente, i due perdono il controllo del loro furgoncino finendo per andare addosso alla macchina di Crudelia e i due veicoli finiscono distrutti nella collisione finendo tutti e tre nel fossato dove Crudelia grida frustrata contro i due ladri per la loro stupidità e incapacità, ma Gaspare finalmente la zittisce lasciandola urlare per la disperazione dopo aver perso la sua tanto agognata pelliccia.

### Le avventure di Bianca e Bernie(1977)
Crudelia sarebbe dovuta riapparire come antagonista principale in Le avventure di Bianca e Bernie, ma tale idea fu scartata in quanto l'animatore Ollie Jonhston la ritenne sbagliata: in sua sostituzione fu quindi creato il personaggio di Madame Medusa.

### La carica dei 101 - Questa volta la magia è vera(1996)
Crudelia De Mon, qui interpretata da Glenn Close, è la ricca e spregiudicata direttrice di una rinomata azienda di moda con sede a Londra, vicino alla cattedrale di Saint Paul. Vive in una lussuosa ed eccentrica villa insieme al fedele e sottomesso maggiordomo Alonzo; possiede una seconda casa, abbandonata e decadente, nella campagna provinciale. Ossessionata dalle pellicce, non esita a ordinare di ridisegnare l'intera collezione dell'anno venturo del suo marchio (minimizzando l'enorme danno economico che ne deriverebbe all'azienda) solo perché rimane affascinata da un modello di una sua stilista, Anita: un capo maculato ispirato al pelo dei suoi dalmata. È così convinta che i soldi e i beni materiali siano la cosa più importante nella vita da non concepire che Rudy e Anita possano rifiutare la sua lauta offerta in denaro per acquistare i quindici cuccioli di dalmata. È molto altezzosa e disprezza profondamente sia Rudy (che in questo film lavora come sviluppatore di videogiochi) che la sua professione; è estremamente autoritaria e spocchiosa nei confronti di chi considera inferiore a sé, ossia quasi tutti i personaggi del film eccetto lo scuoiatore Skortikon e, inizialmente, Anita.

### La carica dei 101 - La serie(1997-1998)
Nella serie animata Crudelia riveste un ruolo comico più che da antagonista e non ha lo stesso amore morboso per le pellicce che aveva nel film, ma cerca comunque di impossessarsi della fattoria dove Rudy e Anita si sono trasferiti. Nel corso della serie compaiono anche alcuni parenti di Crudelia, come i cugini Cecil e P.H. De Mon, la madre Malevola De Mon e la nipote Ivy De Mon. In alcuni episodi compaiono anche Gaspare e Orazio.

### La carica dei 102 - Un nuovo colpo di coda(2000)
Dopo tre anni, liberata per buona condotta, Crudelia (di nuovo interpretata dalla Close) ha seguito una terapia innovativa nello studio psichiatrico carcerario, che sembra averla cambiata nell'onesta Delia, amante dei cani. L'effetto della terapia però svanisce a causa del rintocco delle campane del Big Ben (sembra infatti che la particolare frequenza sonora abbia il potere di spezzare lo stato ipnotico in cui si trovano lei e gli animali usati come cavie per lo stesso esperimento). Crudelia si allea con il pellicciaio francese senza scrupoli Jean-Pierre Le Pelt per vendicarsi sui discendenti di quei cuccioli che l'avevano rovinata (come Nuvolina, figlia di Misurino, regalato a Chloe da Anita); Crudelia e Le Pelt fuggono in Francia per poter creare una pelliccia con i 102 cuccioli rubati (Crudelia aveva voluto aggiungere al modello iniziale un cappuccio appositamente per potersi vendicare sui figli di Misurino). Ancora una volta viene sconfitta e arrestata nel carcere di Parigi, ma stavolta la sua cattiveria le costerà cara: infatti il tribunale britannico, come aveva stabilito nel caso avesse commesso altri reati, assegna tutti i suoi beni, la sua casa e il lavoro ai canili municipali di Kevin e Chloe, lasciandola sul lastrico.

### La carica dei 101 II - Macchia, un eroe a Londra(2003)
Nel sequel animato del 2003 Crudelia De Mon, in libertà vigilata e senza dimora, è ancora ossessionata dalle macchie e commissiona a Lars, un artista mediocre, di dipingerle un quadro che rappresenti ciò che non ha mai avuto: macchie di dalmata; ma il suo desiderio di vendetta è tale da portarla a rapire nuovamente i cuccioli con l'aiuto di Gaspare e Orazio per fare del loro manto la tela dipinta da Lars, il quale si rifiuta di compiere questo crimine. Ancora una volta i dalmata si dimostrano più furbi e Crudelia, impazzita per le macchie, viene ricoverata in un reparto psichiatrico.

### C'era una volta(2011-2018)
Crudelia De Mon è una degli antagonisti principali della quarta stagione della serie televisiva C'era una volta, nella quale è interpretata da Victoria Smurfit. In questa versione, basata chiaramente sulla versione Disney animata, è una giovane arrivista che ha sposato un ricchissimo uomo d'affari di nome Feinberg; perde quasi tutto ciò che ha, eccetto una pelliccia e la sua automobile, quando le autorità sequestrano tutto a suo marito. Nel Regno delle Fiabe era una strega in grado di costringere qualsiasi animale a sottostare al suo volere.
Viene anche ricostruito un passato di fantasia del personaggio: originariamente era un'umana, figlia del ricco signor De Mon e della moglie Madeline, ammaestratrice di cani dalmata. Da ragazza uccise il proprio padre avvelenandolo, facendo lo stesso con i suoi due patrigni, finché sua madre non fu costretta a rinchiuderla in casa dopo aver addestrato i suoi dalmata a farle la guardia per impedirle di fuggire. Una sera però, Crudelia riuscì a eludere la sorveglianza e fece la conoscenza di Isaac, l'Autore, il quale venne ingannato e portato a insegnarle a usare la magia per controllare gli animali: Crudelia l'aveva infatti convinto di essere vittima di Madeline, dipinta come una psicopatica. Tornata a casa, Crudelia ordina ai dalmata di sbranare la madre, dopodiché li uccide e confeziona una pelliccia con il loro pelo. Quando Isaac, che si era innamorato di lei, scopre di essere stato ingannato e capisce che l'unico piacere per Crudelia è l'omicidio le dipinge i capelli con l'inchiostro, per punirla fa sì che non possa più uccidere nessuno.

### Descendants(2015)
Nel film per la televisione Descendants, Crudelia De Mon (esiliata nell'Isola degli Sperduti insieme ad altri grandi cattivi delle fiabe quali Jafar, la Regina Cattiva e Malefica) ha un figlio, Carlos, che tratta come un servo e al quale ha instillato la cinofobia, ossia la paura dei cani. Tuttavia, una volta arrivato alla prestigiosa accademia Auradon Prep e dopo essere entrato nella squadra dei protagonisti, Carlos instaura un forte legame affettivo con Rudy, il cane-mascotte.

### 101 Dalmatian Street(2019-2020)
Crudelia è l'antagonista finale della serie del 2019 101 Dalmatian Street, che si svolge circa sessant'anni dopo il film originale del 1961. In questa versione, Crudelia ha quasi 90 anni e ha perso i capelli (che nasconde sotto una parrucca con la famosa tonalità bicolore), ma conserva ancora la sua vanità e il suo carattere iroso e feroce, oltre a non risentire fisicamente della propria età. Nasconde il suo invecchiamento con uno spray speciale, di colore verde.
La sua voce si sente per la prima alla fine dell'episodio Londra abbiamo un problema dove si scopre che ha affidato al suo pronipote Hunter De Mon (con cui ha un rapporto fortemente abusivo) il compito di catturare la famiglia dalmata discendente (per parte di madre) di Pongo e Peggy, attualmente residente a Camden Town, in via Dalmata 101. Nel finale della serie (a seguito dei ripetuti fallimenti del nipote), Crudelia torna quindi di persona a Londra dalla Svizzera, riuscendo (anche con l'aiuto di Hunter) a porre la casa dei Dalmata sotto assedio e a catturarli, per poi caricarli su una nave in modo da scuoiarli una volta arrivata in acque internazionali. Viene però tradita dal pronipote, quando questi scopre che la zia (per ottenere la pelliccia) intende uccidere i cuccioli della famiglia, facendola quasi cadere nel macchinario che intendeva utilizzare per scuoiare i cani. Successivamente, Crudelia viene arrestata per i suoi crimini insieme ai suoi complici.

### Crudelia(2021)
Il film esplora il passato della giovane Crudelia De Mon (Cruella de Vil), il cui vero nome qui è Estella Miller ed è interpretata dall'attrice Emma Stone. Cruella appare meno cattiva, in quanto dovrà affrontare, insieme agli amici Jasper ed Orace e i loro cani Buddy e Winkler, un'antagonista molto più avida e spietata di lei, la stilista Baronessa von Hellman e i suoi tre temutissimi dalmata. Non mancheranno l'amica d'infanzia Anita Darling, il valletto John, l'esperto di stile Artie e l'avvocato aspirante pianista Roger Dearly.

## Caratterizzazione

### Nome
Il nome originale del personaggio in inglese, Cruella De Vil, è un gioco di parole sulle parole "crudele" (cruel) e "diavolo" (devil). Il nome italiano del personaggio deriva dal gioco di parole basato su "crudele" e "demone". Non esistendo una parola simile a De Vil in italiano, il nome inglese è stato modificato per poter mantenere l'evidente riferimento alla malvagità e crudeltà del personaggio.

### Romanzo
Nel libro Crudelia è una donna alta e scura di carnagione. Indossa in genere una pelliccia bianca e candida ed è sposata con un pellicciaio basso di statura e apparentemente fragile.

### Versione Disney
Nel film Disney La carica dei cento e uno, Crudelia è una donna alta, dagli zigomi appuntiti, magrissima, dai gesti plateali e attorniata dal pesante odore della sigaretta che fuma tramite un lungo sigaro verde. Ha i capelli metà bianchi e metà neri, corti e lievemente cadenti a caschetto (divisi in due metà da una riga al centro da cui parte un ciuffo spettinato); indossa un abito da cocktail lungo scollato, scarpe rosse in stile Coco Chanel, indossa una sontuosa, enorme, pelliccia di castoro, cucita internamente con un tessuto rosso che ricorda l'inferno, un paio di guanti rossi fino al gomito, due orecchini e un anello dello stesso modello e di colore acquamarina. A giudicare dai suoi abiti costosi, dalla sua sufficiente e apparentemente disinteressata ostentazione del denaro e dall'automobile lussuosa che guida, è molto ricca. Si definisce "annoiata" e presumibilmente vive di rendita. Possiede inoltre una grande villa nelle campagne inglesi, abbandonata da anni, dove si rifugiano Gaspare e Orazio.
Crudelia è nota per essere elegante, stravagante, altezzosa e maleducata, spesso irrompendo nelle case di altre persone senza preavviso e mancando apertamente di rispetto agli altri, arrivando persino a insultare senza pensarci due volte. Adora l'attenzione, ma disprezza gli altri, senza mostrare simpatia o preoccupazione per il benessere di nessuno. 
È anche avida, crudele, materialista ed egoista e adora l'alta moda e l'arte. Il suo interesse per la moda ruota attorno alle pellicce di animali, visto che la si vede sempre indossarne una. Di conseguenza, Crudelia cerca spesso animali che le servono a realizzare cappotti. Dopo aver appreso da Anita che Peggy ha avuto dei cuccioli, Crudelia ha tentato di acquistarli da Rudy, senza mostrare alcuna preoccupazione per i cuccioli stessi, avendo già acquistato legalmente 84 cuccioli. Il motivo della sua ossessione è perché le macchie renderanno le sue pellicce più popolari, il che significa che otterrebbe più soldi. 
Crudelia è nota per essere irascibile. Si arrabbia con la stupidità di Gaspare e Orazio e fa i capricci quando le cose non vanno come vuole. La sua rabbia sembra essere un problema, in quanto la rende spericolata e impulsiva, come quando guida la sua automobile incautamente dietro i dalmata ma finisce per schiantare il suo veicolo in un burrone. È stata avanzata l’ipotesi che Crudelia soffra di bipolarismo, poiché è incline a crisi psicotiche (la sua guida spericolata è un ottimo esempio). Questo è successo di nuovo quando ha cercato di catturare i cuccioli a Londra, solo per finire poi in un istituto. Tuttavia, sembra essere una donna leggermente ragionevole, poiché ha tentato due volte di convincere Anita a venderle i suoi cuccioli, scegliendo di rubarli solo quando è diventato chiaro che era l'unico modo per lei di ottenerli.

### Complici
Gaspare (Jasper) e Orazio (Horace, Saul nel libro) sono due ladri vagabondi di Londra assunti da Crudelia De Mon per rapire e uccidere i cuccioli dalmata. Nel film live-action si limitano a rapirli, mentre il compito di eliminarli è inizialmente assegnato a Skortikon. Sono fratelli (il loro cognome è Badun) e possiedono un vecchio furgoncino guasto. Gaspare è alto e magro ed è il "cervello" del duo, Orazio invece è basso, grasso e un po' tonto. Anche se è il più distratto e goffo tra i due, è proprio Orazio quello che ha le intuizioni giuste a cui però Gaspare non dà mai peso. Alla fine del sequel direct-to-video, dopo essere stati arrestati nuovamente, si pentiranno e apriranno una boutique, lavorando onestamente, anche se nella serie televisiva sono manovrati da Crudelia. Nel primo film live-action, invece, dopo essere stati arrestati, non appaiono più ed è ignoto il loro destino.
Skortikon (Mr. Skinner) è un personaggio originale introdotto nel primo film live-action. Si tratta di uno scuoiatore di animali muto sin dalla giovinezza poiché subì l'aggressione di un cane che gli sbranò la gola, recidendogli le corde vocali e deturpandolo con una enorme e vistosa cicatrice. Veste sempre di nero e, a giudicare dalle bare presenti nel magazzino in cui Gaspare e Orazio lo incontrano per la prima volta, ufficialmente lavora come impresario funebre. Alla fine del film viene arrestato essendo responsabile, tra gli altri crimini, di aver ucciso e scuoiato una rarissima tigre bianca siberiana, esemplare di una specie a rischio di estinzione custodito allo zoo di Londra e di averne confezionato una pelliccia per Crudelia De Mon.

## Concezione e sviluppo

### Doppiatori e interpreti
Crudelia De Mon è stata doppiata nell'edizione originale del film La carica dei cento e uno dall'attrice statunitense Betty Lou Gerson, dove presta la voce anche a Miss Birdwell. La Gerson venne scelta per la parte dallo stesso Walt Disney, affascinato dalla sua voce, per doppiare la perfida antagonista del film. Nell'edizione italiana del classico Disney, viene sostituita da Rosetta Calavetta.
Il personaggio è stata poi doppiato da April Winchell, nella serie animata La carica dei 101 - La serie e nel film per la televisione Disney's Christmas Favorites; da Susanne Blakeslee, nella serie animata La carica dei 101 - La serie, nei film direct-to-video La carica dei 101 II - Macchia, un eroe a Londra e Topolino & i cattivi Disney, nella serie animata House of Mouse - Il Topoclub e nei videogiochi Disney's Animated Storybook: 101 Dalmatians (1997), 101 Dalmatians: Escape from DeVil Manor (1997) e La carica dei 102: Cuccioli alla riscossa (102 Dalmatians: Puppies to the Rescue, 2000); da Michelle Gomez, in due episodi della serie animata 101 Dalmatian Street.
Crudelia De Mon è stata interpretata live-action da Glenn Close, nei film La carica dei 101 - Questa volta la magia è vera e La carica dei 102; da Victoria Smurfit, nella serie televisiva C'era una volta; da Wendy Raquel Robinson, nel film per la televisione Descendants; da Emma Stone nel film Crudelia.
Nelle edizioni italiane delle opere che la vedono protagonista, Crudelia De Mon è stata doppiata da: Ludovica Modugno (La carica dei 101 - Questa volta la magia è vera, La carica dei 102 - Un nuovo colpo di coda, La carica dei 101 - La serie, La carica dei 101 II - Macchia, un eroe a Londra, House of Mouse - Il Topoclub, Topolino & i cattivi Disney); Roberta Paladini (C'era una volta); Rachele Paolelli (Descendants); Domitilla D'Amico (Crudelia)

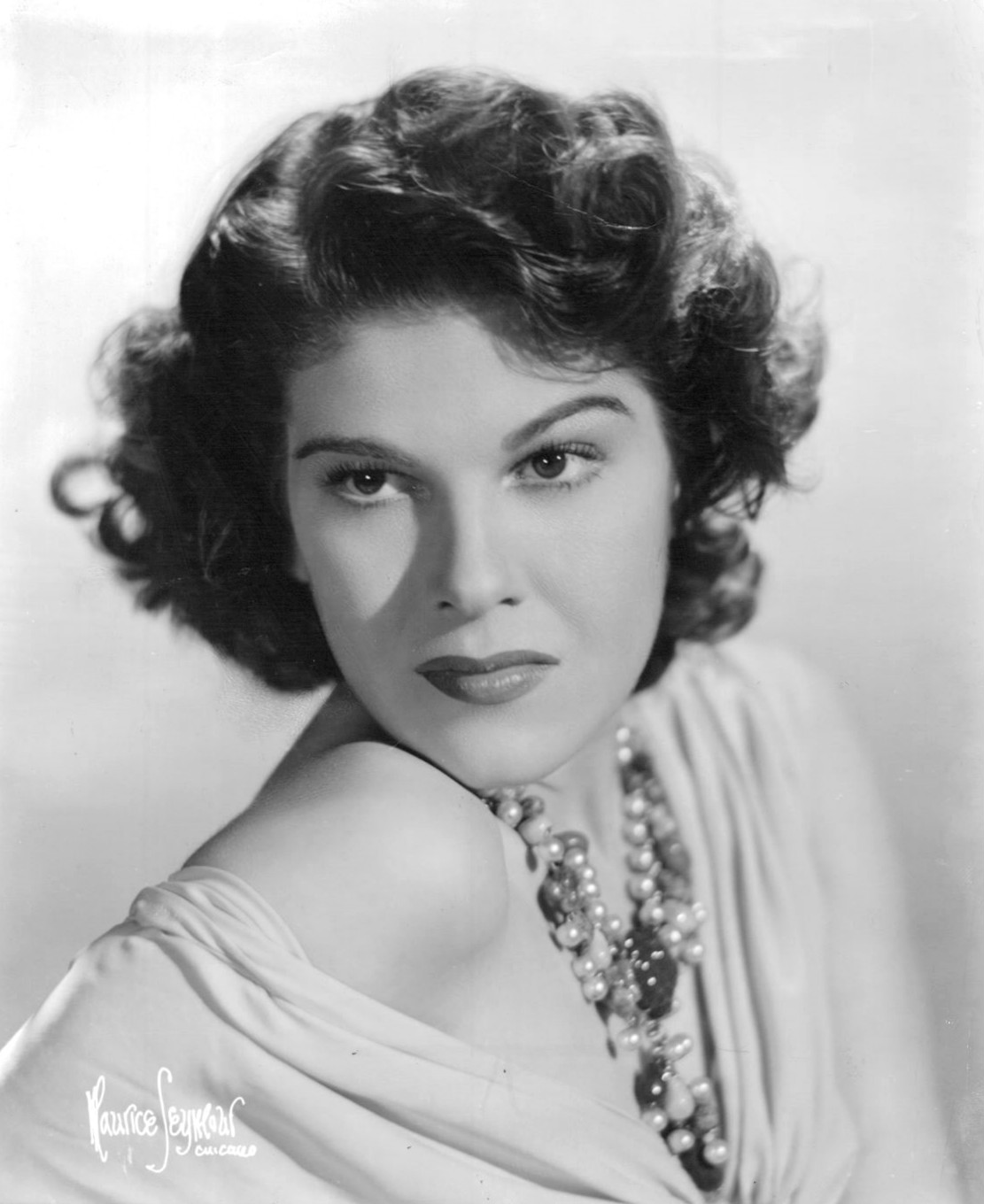
Betty Lou Gerson, prima doppiatrice di Crudelia De Mon
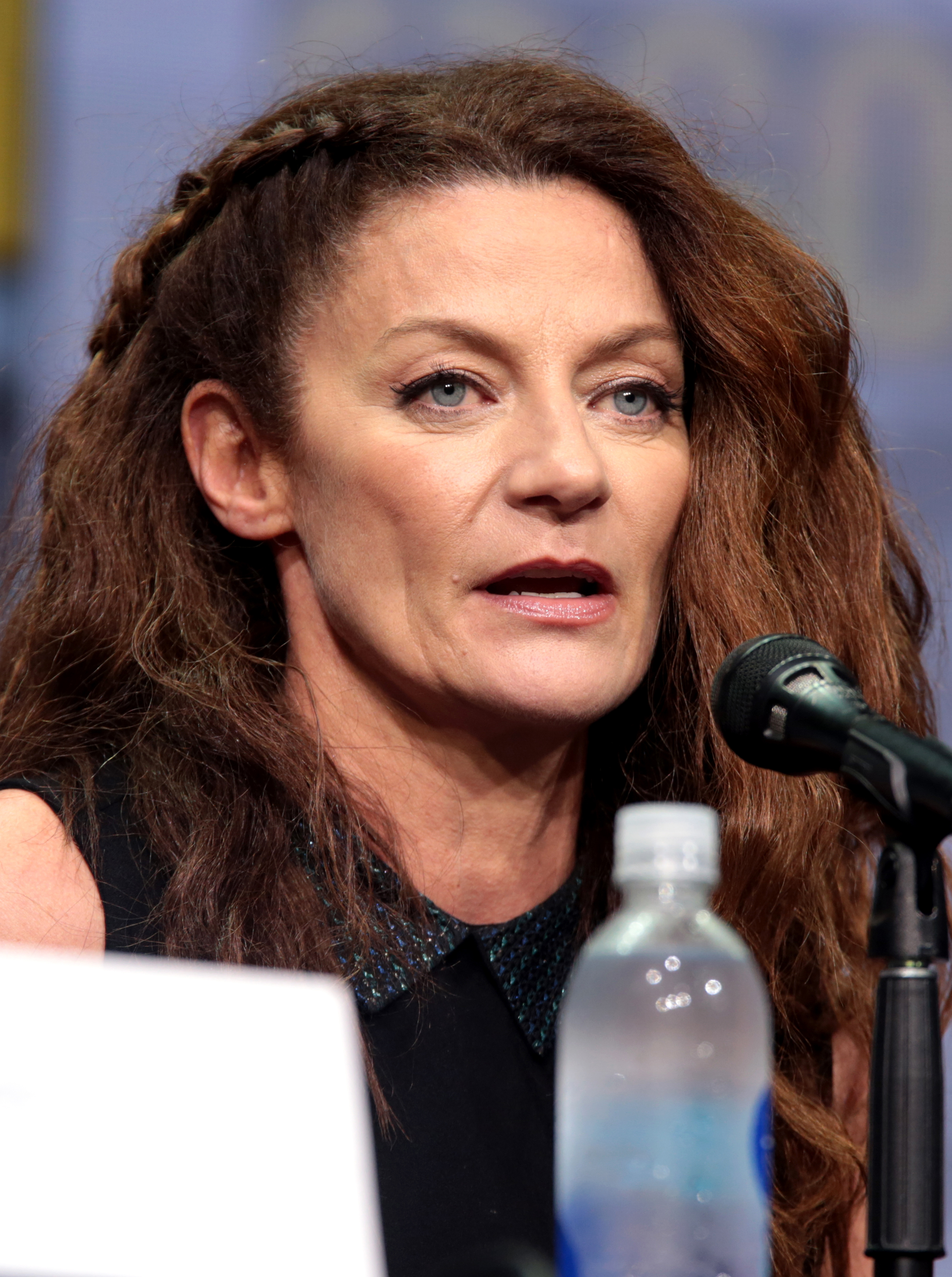
Michelle Gomez, doppiatrice di Crudelia De Mon
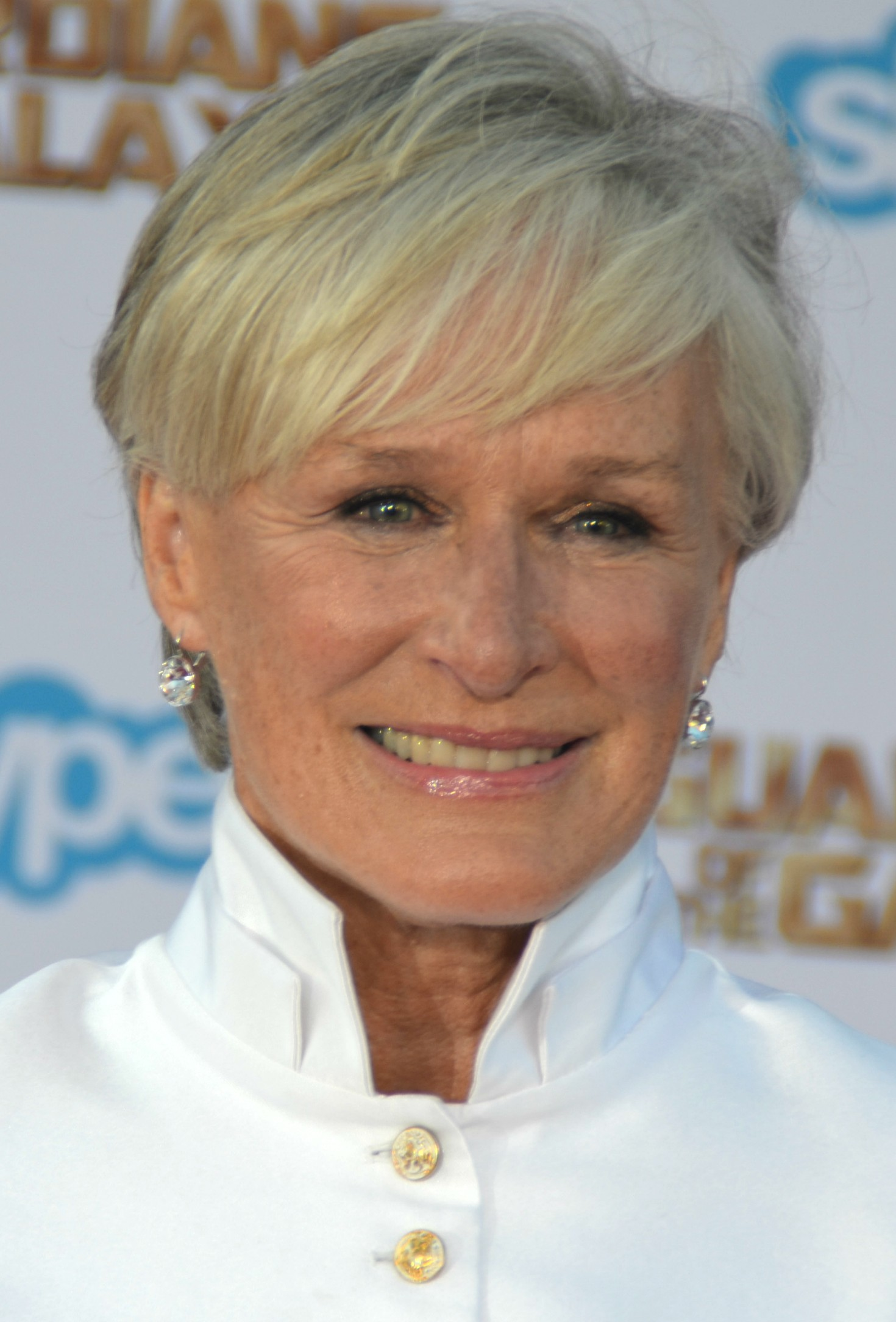
Glenn Close, interprete live-action di Crudelia De Mon
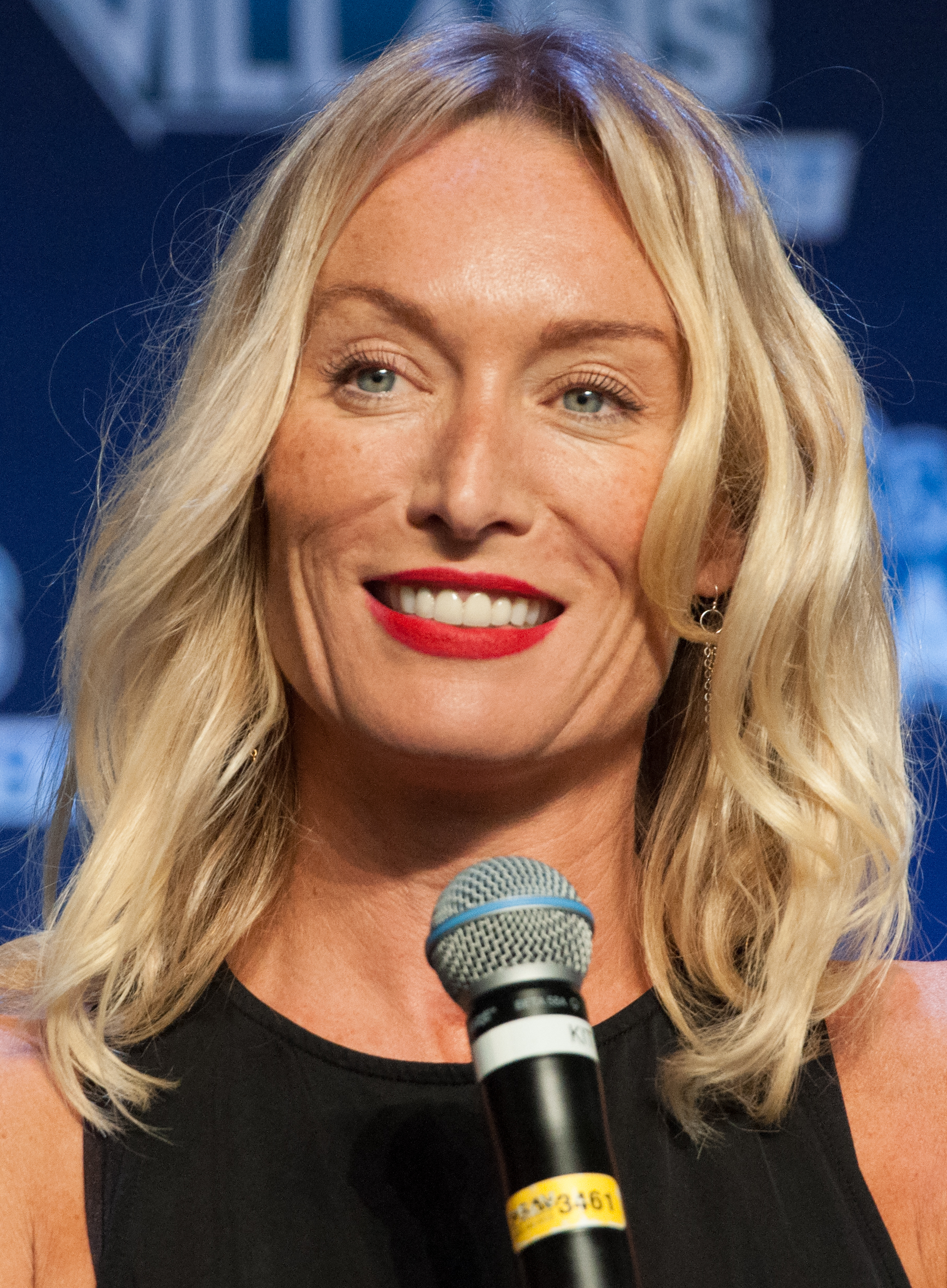
Victoria Smurfit, interprete live-action di Crudelia De Mon
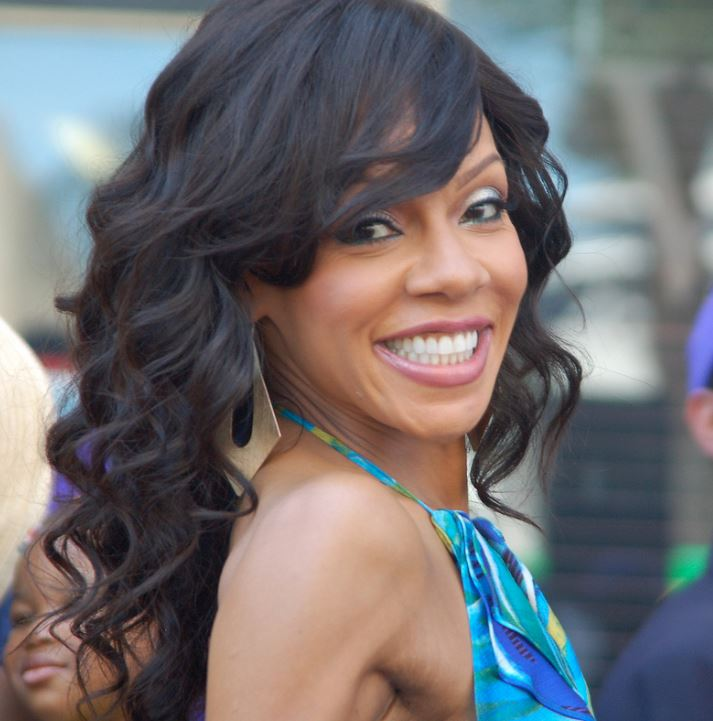
Wendy Raquel Robinson, interprete live-action di Crudelia De Mon
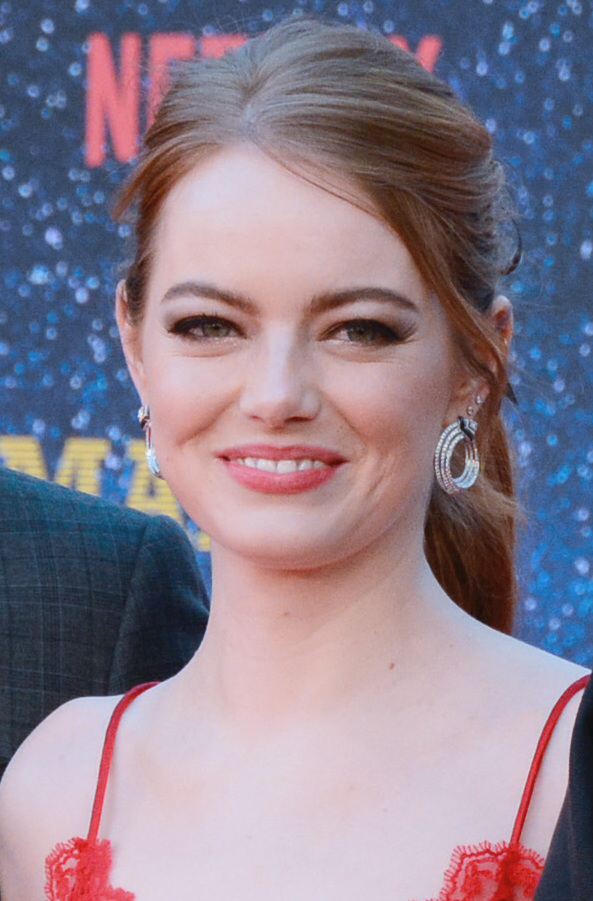
Emma Stone, interprete live-action di Crudelia De Mon

## Accoglienza

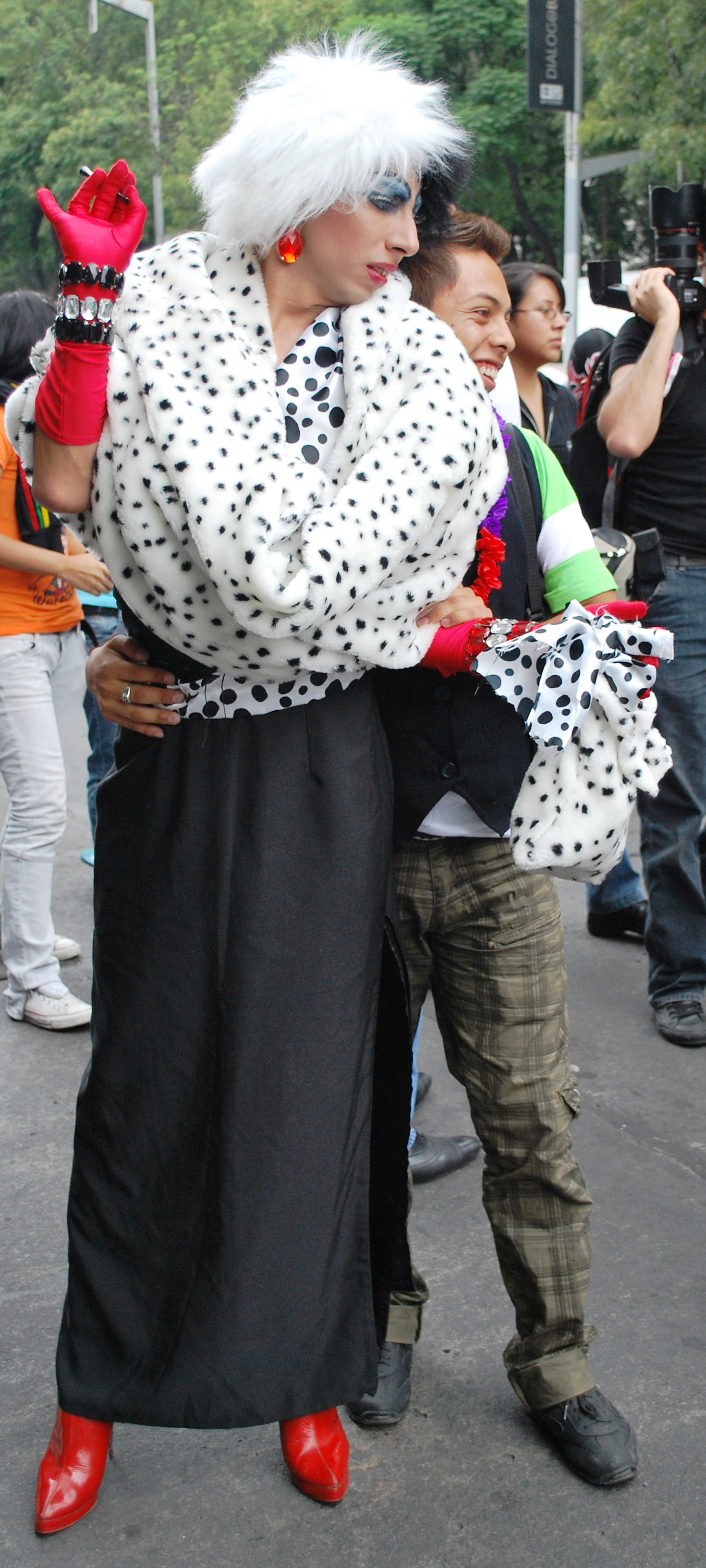
Partecipante alla Marcha Gay del 2009 travestito da Crudelia De Mon

È stata classificata dall'AFI's 100 Years... 100 Heroes and Villains al 39º posto come miglior cattiva cinematografica.
Crudelia De Mon è inoltre considerata un'icona gay da numerosi critici e recensori. Haydn Hickson di Goat sottolinea come "Alcuni [cattivi Disney, N.d.r] fanno parte della comunità LGBTQIA+ e altri sono etero ma rientrano nella categoria delle icone gay" Riferendosi in particolare a Crudelia De Mon come a: "un'icona della moda", aggiungendo che "non pensiamo necessariamente che Crudelia De Mon sia gay, di per sé, ma la sua moda iconica la qualifica decisamente per l'icona gay". Hilton Dresden di Out, in un'intervista a Glenn Close, a proposito del suo essere un'icona gay, le chiede: "Ti ricordi quando ti sei resa conto di esserlo?", e lei: "Probabilmente grazie a Crudelia. Sicuramente grazie a Crudelia. [...] Ma non ci sono costumi di Alex Forrest in una parata gay. Mentre ce ne sono un sacco di Crudelia."
Federico Boni di Gay.it, definisce la Crudelia De Mon del film Crudelia (Cruella, 2021), interpretata da Emma Stone, un'icona queer, rimarcando che "Craig Gillespie [...] dirige con maestria la genesi punk di un’icona queer, 25 anni fa già resa leggendaria da Glenn Close". The Take sottolinea come Emma Stone abbia fatto diventare Crudelia De Mon anche un'icona punk e soprattutto un'icona femminista, oltre che un'icona gay, dal momento che gli spettatori l'hanno interpretata, appunto, in un codice queer. GCN classifica Crudelia De Mon al secondo posto tra le "10 Campest Disney Villains of All Time" (lett. "I 10 cattivi di Disney maggiormente camp di tutti i tempi."), in cui classifica Malefica al primo posto, motivando che "Con la sua pelliccia, il suo bocchino, le sue pellicce e le sue borse, la Crudelia originale era un incrocio tra zia Mame e Skeletor, ed è diventata un'icona gay istantanea nel momento in cui è stata presentata nel mondo". Peter Knegt della CBC, classifica Crudelia De Mon al 101º posto delle "200 most iconic queers in cultural history" (lett. "Le 200 maggiormente iconiche queers nella storia culturale"), motivando: "Come la maggior parte delle queer, è pessima alla guida e sa come fare un'entrata grandiosa." e aggiungendo che il personaggio è così iconico "per essere la lesbica con il potere del rossetto dei nostri incubi infantili."

## Filmografia

### Cinema
- La carica dei cento e uno (One Hundred and One Dalmatians), regia di Wolfgang Reitherman, Hamilton Luske e Clyde Geronimi (1961)
- La carica dei 101 - Questa volta la magia è vera (101 Dalmatian), regia di Stephen Herek (1996)
- La carica dei 102 - Un nuovo colpo di coda (102 Dalmatians), regia di Kevin Lima (2000)
- Topolino & i cattivi Disney (Mickey's House of Villains), regia di Jamie Mitchell, Rick Calabash, Tony Craig, Bobs Gannaway, Burt Gillett, Jack King e Mike Moon - direct-to-video (2002)
- La carica dei 101 II - Macchia, un eroe a Londra (101 Dalmatians II: Patch's London Adventure), regia di Jim Kammerud e Brian Smith - direct-to-video (2003)
- Disney's Christmas Favorites - direct-to-video (2008)
- Tales from the Underworld: A Knight with Cruella, regia di Jane Espenson - cortometraggio direct-to-video (2016)
- Crudelia (Cruella), regia di Craig Gillespie (2021)

### Televisione
- La carica dei 101 - La serie (101 Dalmatians: The Series) - serie animata, 61 episodi (1997-1998)
- House of Mouse - Il Topoclub (Disney's House of Mouse) - serie animata, 8 episodi (2001-2002)
- C'era una volta (Once Upon a Time) - serie TV, 15 episodi (2014-2018)
- Descendants, regia di Kenny Ortega - film TV (2015)
- 101 Dalmatian Street - serie animata, episodi 1x25-1x26 (2020)

## Altri media

### Libri
- Dodie Smith, La carica dei 101 [The Hundred and One Dalmatians], 1956.
- (EN) Dodie Smith, The Starlight Barking, 1967.

### Musica
- 1961 - Bill Lee Cruella De Vil

### Videogiochi
- Disney's Animated Storybook: 101 Dalmatians (1997)
- 101 Dalmatians: Escape from DeVil Manor (1997)
- La carica dei 102: Cuccioli alla riscossa (102 Dalmatians: Puppies to the Rescue, 2000)